# Ryszard Kapuściński
Ryszard Kapuściński (ur. 4 marca 1932 w Pińsku, zm. 23 stycznia 2007 w Warszawie) – polski reportażysta, publicysta, poeta i fotograf, zwany „cesarzem reportażu”. Należy do czołówki najczęściej tłumaczonych autorów polskich.

## Życiorys

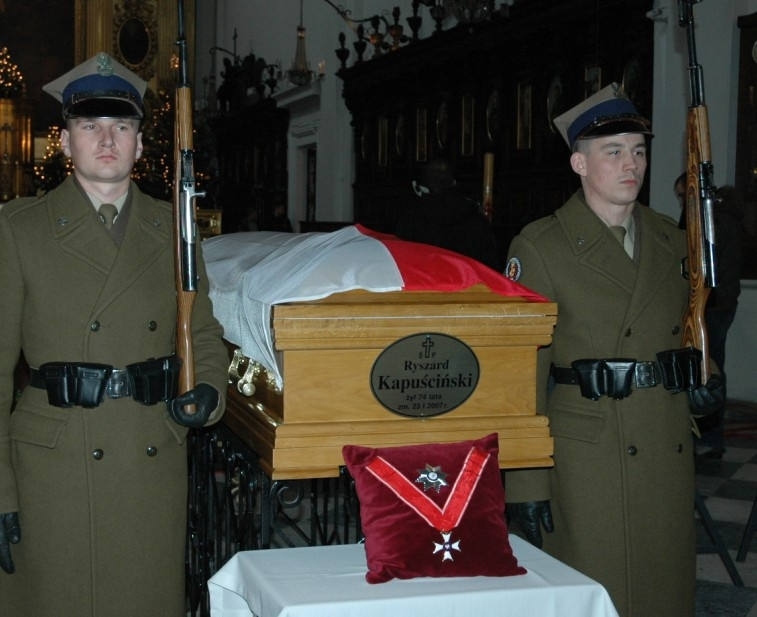
Pogrzeb Ryszarda Kapuścińskiego

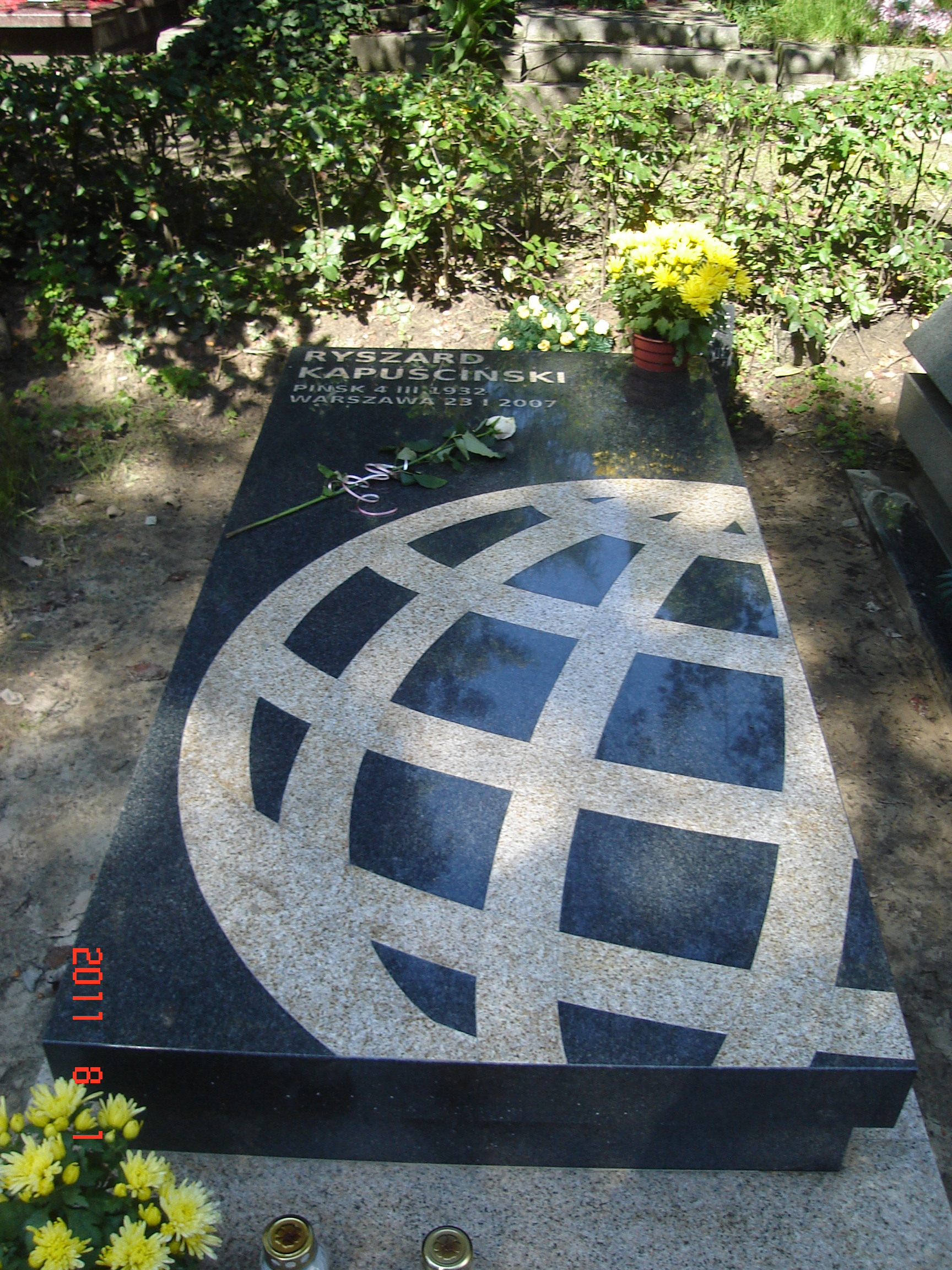
Grób Ryszarda Kapuścińskiego na Cmentarzu Wojskowym na Powązkach w Warszawie

Urodził się w rodzinie nauczycielskiej jako syn Józefa. Jego ojciec walczył w 1939 w stopniu podporucznika w SGO Polesie. Po 17 września dostał się do niewoli radzieckiej. Wraz z kilkoma kolegami udało mu się uciec z kolumny prowadzonej na Smoleńsk i po zamianie ubrania na cywilne powrócił do Pińska. W obawie przed deportacją do Kazachstanu wyjechał z rodziną do swoich rodziców mieszkających w Przemyślu, a następnie w głąb niemieckiej strefy okupacyjnej. Pozostałą część okupacji Ryszard Kapuściński wraz z rodzicami spędził w Sierakowie, w Puszczy Kampinoskiej, koło wsi Palmiry oraz w Świdrze (obecnie w granicach Otwocka). Po zakończeniu II wojny światowej przeprowadził się wraz z rodzicami i z siostrą do Warszawy, gdzie w latach 1946–1955 mieszkali na osiedlu domków fińskich na Polu Mokotowskim.
Debiutował poetycko w wieku 17 lat w tygodniku „Dziś i Jutro”. W 1950 zdał maturę w warszawskim liceum im. Stanisława Staszica. W latach 1953–1981 był członkiem PZPR. W 1955 ukończył studia na Wydziale Historycznym Uniwersytetu Warszawskiego, broniąc pracy magisterskiej Organizacje oświaty dorosłych Królestwa Polskiego w okresie rewolucji 1905–1907 r., napisanej pod kierunkiem Henryka Jabłońskiego. Następnie rozpoczął pracę (początkowo jako goniec) w redakcji „Sztandaru Młodych”. W 1956 otrzymał pierwszą nagrodę – Złoty Krzyż Zasługi – za reportaż To też jest prawda o Nowej Hucie, opisujący trudne warunki życia robotników na budowie kombinatu. W tym samym roku odbył swą pierwszą podróż pozaeuropejską – do Indii. Odszedł z gazety w 1958, odwołany przez redakcję za poparcie dla krytycznego wobec władzy tygodnika „Po prostu”.
Przeniósł się do „Polityki”. Od 1962 pracował dla PAP jako stały korespondent zagraniczny w Afryce, Ameryce Łacińskiej i Azji. Dokumentował upadek cesarstwa w Etiopii i Iranie. Od 1974 w tygodniku „Kultura”. Przełożył na język polski Dziennik z Boliwii Che Guevary. Zaprzyjaźniony z Salvadorem Allende. W latach 1965–1988 mieszkał w bloku przy ul. Pustola 16 na Woli.
W 1987 Royal Court Theatre w Londynie wystawił sceniczną adaptację jego książki Cesarz, opisującej upadek reżimu Hajle Syllasje I w Etiopii (wystawiany potem także w kraju). W 1995 wyróżniony nagrodą imienia Jana Parandowskiego, w 1999 otrzymał „Ikara”. Wybrany przez środowisko dziennikarskie Dziennikarzem wieku w plebiscycie miesięcznika „Press”. Laureat Nagrody im. Dariusza Fikusa za rok 2004. Doktor honoris causa Uniwersytetu Śląskiego (17 października 1997), Uniwersytetu Wrocławskiego (2001), Uniwersytetu Jagiellońskiego (2004) i Uniwersytetu Gdańskiego (29 stycznia 2004). Łącznie otrzymał ponad 40 nagród i wyróżnień. Określony mianem maestro przez kolumbijskiego pisarza Gabriela Garcíę Márqueza, włoskiego reportera Tiziano Terzaniego i chilijskiego pisarza Luisa Sepúlvedę. Członek Stowarzyszenia Pisarzy Polskich.
Zmarł 23 stycznia 2007 w wieku 74 lat, po rozległym zawale serca, na oddziale kardiochirurgii szpitala przy ul. Banacha w Warszawie. Jego śmierci poświęcone zostało dużo miejsca zarówno w polskich, jak i światowych mediach. Na pierwszych stronach swych wydań pisały o Kapuścińskim największe gazety, jak „New York Times”, „Le Monde” czy „El Pais”. Na ręce ambasadora RP w Hiszpanii kondolencje z powodu śmierci pisarza złożyli hiszpańska para królewska oraz książę Asturii. To cios dla polskiej literatury, dla polskiej kultury – tak o śmierci Ryszarda Kapuścińskiego mówił w rozmowie z dziennikarzami w tureckim Adampolu prezydent Lech Kaczyński.
Pogrzeb odbył się 31 stycznia 2007 w bazylice Świętego Krzyża w Warszawie. Mszy żałobnej przewodniczył  prymas Polski kard. Józef Glemp. Mszę koncelebrowali m.in. kapelan Rodzin Katyńskich ks. prałat Zdzisław Peszkowski, kapelan prezydenta RP, ks. prałat Roman Indrzejczyk i ks. Adam Boniecki z „Tygodnika Powszechnego”. Homilię prymasa odczytał ksiądz Piotr Pawlukiewicz. Został pochowany w Alei Zasłużonych na cmentarzu Wojskowym na Powązkach (kwatera A29-tuje-18).
Od 1952 roku jego żoną była lekarka pediatra Alicja Mielczarek (1933–2022). Mieli córkę Rene po mężu Maisner (ur. 1953).

## Współpraca z wywiadem PRL
27 maja 2007 Igor Ryciak w artykule na łamach tygodnika „Newsweek Polska” ujawnił, że Ryszard Kapuściński od 1965 do 1972 (lub 1977) współpracował z wywiadem PRL. W IPN odnalazły się analizy odwiedzanych przez niego krajów i pisane przez niego opisy kilku osób, z którymi się spotykał.
Żona, Alicja Kapuścińska (1933–2022), twierdziła natomiast, że mąż nie przejmował się rejestracją (jako współpracownika) przez SB, utrzymując, że wszyscy wyjeżdżający za granicę dziennikarze byli umieszczeni w tych aktach jako potencjalni informatorzy.

## Publikacje
Kapuściński przez wiele lat publikował w „Czytelniku”, pod koniec życia w „Znaku”. Przed jego śmiercią ukazały się:
- 1962 Busz po polsku
- 1963 Czarne gwiazdy
- 1968 Kirgiz schodzi z konia
- 1969 Gdyby cała Afryka
- 1969 Che Guevara – Dziennik z Boliwii (przekład i przypisy R. Kapuścińskiego)
- 1970 Dlaczego zginął Karl von Spreti?
- 1975 Chrystus z karabinem na ramieniu
- 1976 Jeszcze dzień życia
- 1978 Wojna futbolowa
- 1978 Cesarz
- 1982 Szachinszach
- 1986 Notes (tom poetycki)
- 1988 Wrzenie świata (zbiór)
- 1990 Lapidarium
- 1993 Imperium
- 1995 Lapidarium II
- 1997 Lapidarium III
- 1998 Heban
- 2000 Lapidarium IV
- 2000 Z Afryki (album fotograficzny)
- 2001 Lapidarium V
- 2003 Autoportret reportera
- 2004 Podróże z Herodotem
- 2006 Prawa natury (tom poetycki)
- 2006 Ten Inny
- 2007 Lapidarium VI

Po śmierci autora wydano:
- 2007 Rwący nurt historii. Zapiski o XX i XXI wieku
- 2008 Dałem głos ubogim
- 2012 Pisanie
- 2013 To nie jest zawód dla cyników
- 2021 Latynoafryka[26]
- 2024 Gorzki smak wody
- 2024 Zegar piaskowy

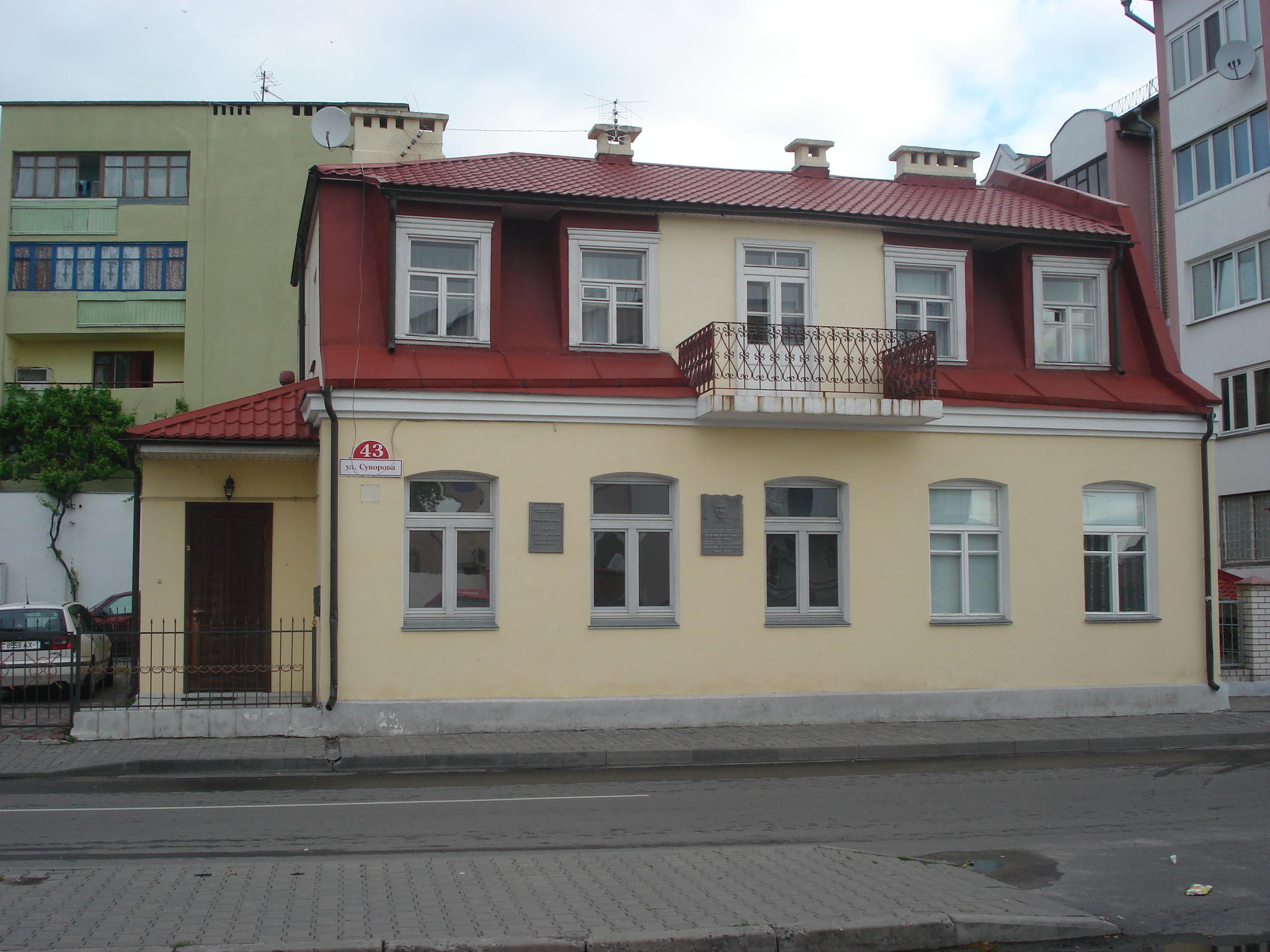
Dom przy ul. Błotnej w Pińsku, w którym Kapuściński mieszkał do 1939 (2009)

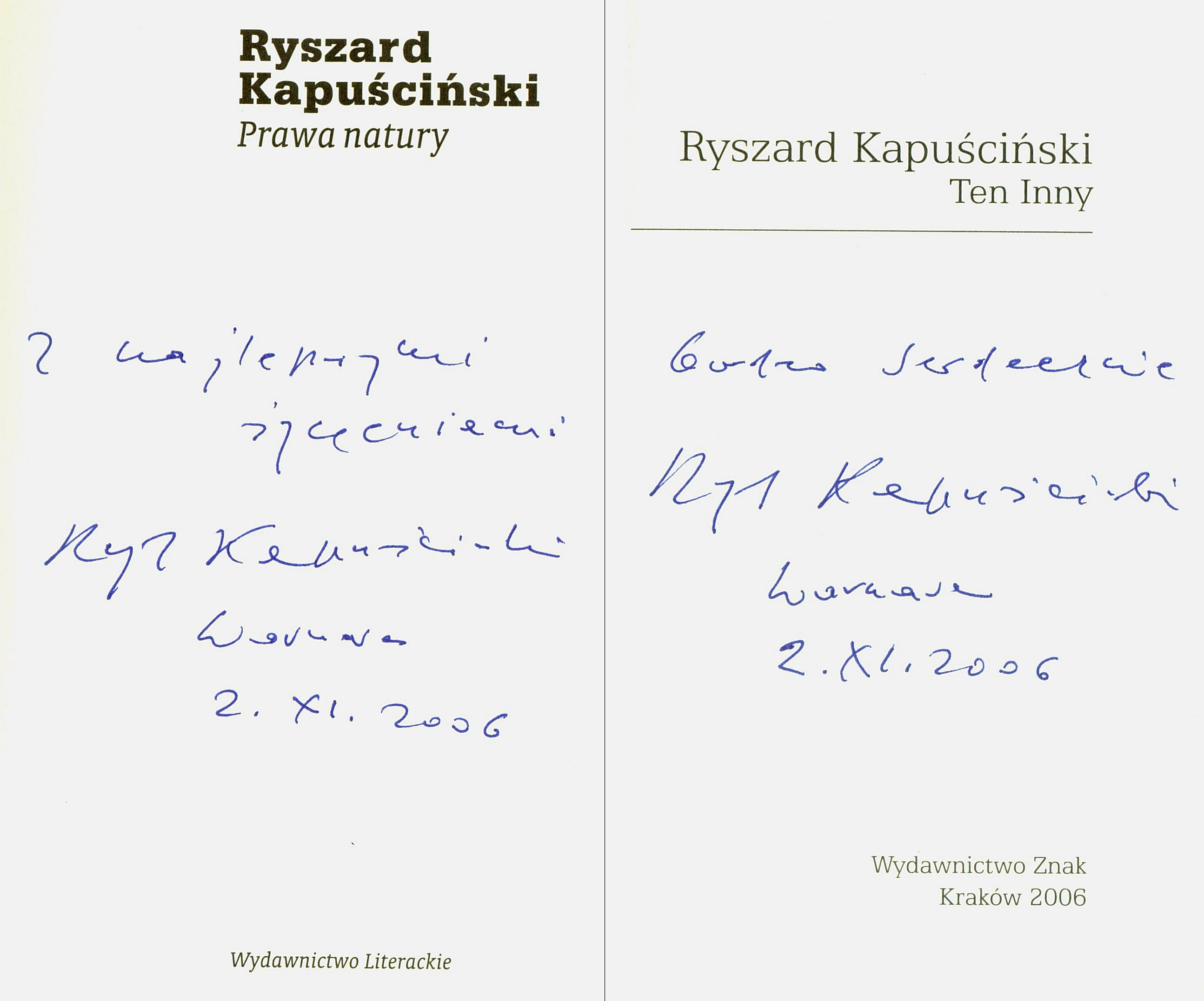
Dedykacje Ryszarda Kapuścińskiego w ostatnich wydanych za życia pisarza książkach, Warszawa, 2.11.2006 r.

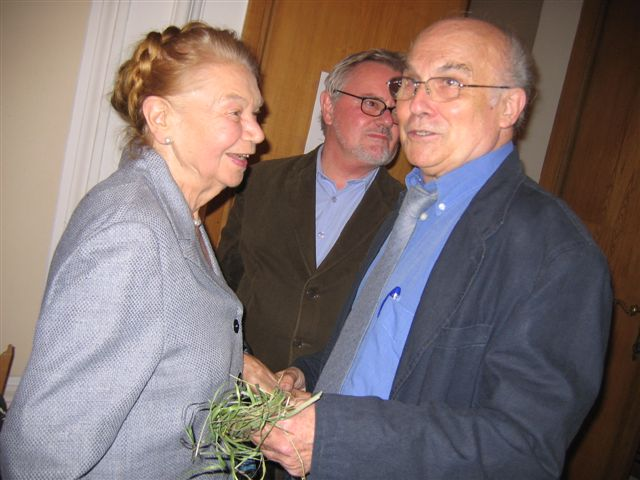
Julia Hartwig i Ryszard Kapuściński (2006)

W 2008 „Agora” w serii Biblioteka Gazety Wyborczej opublikowała Dzieła Wybrane Ryszarda Kapuścińskiego obejmujące 16 tomów – 12 książek (w tym Wiersze zebrane) i 4 książki mówione. Wszystkie książki zostały opatrzone esejami znanych pisarzy.

## Nagrody i odznaczenia
| Nagrody i tytuły, które otrzymał Ryszard Kapuściński | Nagrody i tytuły, które otrzymał Ryszard Kapuściński |
| ---------------------------------------------------- | --- |
| 1956                                                 | - Złoty Krzyż Zasługi |
| 1959                                                 | - Nagroda im. Juliana Bruna |
| 1967                                                 | - Nagroda Ministra Kultury i Sztuki |
| 1974                                                 | - Krzyż Kawalerski Orderu Odrodzenia Polski |
| 1975                                                 | - Nagroda im. Bolesława Prusa - Nagroda Miesięcznika Literackiego za książkę "Chrystus z karabinem na ramieniu" ("Czytelnik") i Nowych Książek |
| 1976                                                 | - Nagroda Państwowa II stopnia |
| 1978                                                 | - Nagroda Kultury - Uznanie Cesarza za trzecią książkę 40-lecia przez Politykę - Międzynarodowa Nagroda Dziennikarska |
| 1980                                                 | - Kowadło – nagroda Kuźnicy |
| 1983                                                 | - Cesarz książką roku według Sunday Times |
| 1990                                                 | - Nagroda Polskiego PEN Clubu im. Ksawerego Pruszyńskiego - Nagroda Ministra Spraw Zagranicznych |
| 1993                                                 | - Odznaka honorowa ZAiKS-u |
| 1994                                                 | - Nagroda Alfreda Jurzykowskiego - Nagroda Niemieckich Wydawców i Księgarzy |
| 1995                                                 | - Nagroda Prix de l’Astrolabe - Nagroda Polskiego PEN Clubu im. Jana Parandowskiego |
| 1996                                                 | - Nagroda Fundacji Władysława i Nelli Turzańskich z Toronto w dziedzinie literatury |
| 1997                                                 | - Nagroda miesięcznika Odra - Nagroda Instytutu J. Piłsudskiego w dziedzinie literatury im. Josepha Conrada - Tytuł doktora honoris causa Uniwersytetu Śląskiego - Krzyż Komandorski z Gwiazdą Orderu Odrodzenia Polski (1997) |
| 1999                                                 | - Statuetka Ikara za książkę Heban - Nagroda literacka Miast Partnerskich Torunia i Getyngi im. Samuela Bogumiła Lindego - Hanzeatycka Nagroda Goethego - Tytuł Dziennikarza Wieku przyznany przez 50 najlepszych polskich dziennikarzy |
| 2000                                                 | - Premio Internazionale Viareggio Versilia - Nagroda literacka Ruchu Oporu za Heban - Nagroda Premio Internazionale Feudo di Maida za Heban - Nagroda Creola przyznana przez Uniwersytet Boloński za całokształt |
| 2001                                                 | - Bursztynowy Motyl – za najlepszą podróżniczą książkę roku (Lapidarium IV) - Tytuł doktora honoris causa Uniwersytetu Wrocławskiego - Super Wiktor - Prix Tropiques |
| 2002                                                 | - Tytuł doktora honoris causa Uniwersytetu Sofijskiego - Nagroda im. księdza Józefa Tischnera - Order Ecce Homo - Nagroda stowarzyszenia Liber Press |
| 2003                                                 | - Nagroda Premio Grinzane Cavour - Nagroda Wschodniej Fundacji Kultury „Akcent” z Lublina - Nagroda Księcia Asturii - Nagroda Literacka Podporiusz - Nagroda Literacka im. Władysława Reymonta |
| 2004                                                 | - Nagroda Literacka im. Władysława Reymonta - Tytuł doktora honoris causa Uniwersytetu Gdańskiego - Nagroda im. Brunona Kreiskiego - Tytuł doktora honoris causa Uniwersytetu Jagiellońskiego - Książka Listopada Warszawskiej Premiery Literackiej 2004 dla Podróży z Herodotem |
| 2005                                                 | - Nagroda miesięcznika Nowe Książki - Nagroda im. Dariusza Fikusa - Tytuł doktora honoris causa Uniwersytetu Barcelońskiego Ramon Llull - Nagroda literacka im. Elsy Morante w kategorii „Kultura Europy” za Podróże z Herodotem - Nagroda Literacka „Nike” czytelników za Podróże z Herodotem - Pierwsze miejsce w plebiscycie Książka Roku 2014 organizowanym w ramach Warszawskiej Premiery Literackiej dla Podróży z Herodotem - Medal Uznania Fundacji Kościuszkowskiej - Złoty Medal „Zasłużony Kulturze Gloria Artis” |

## Upamiętnienie

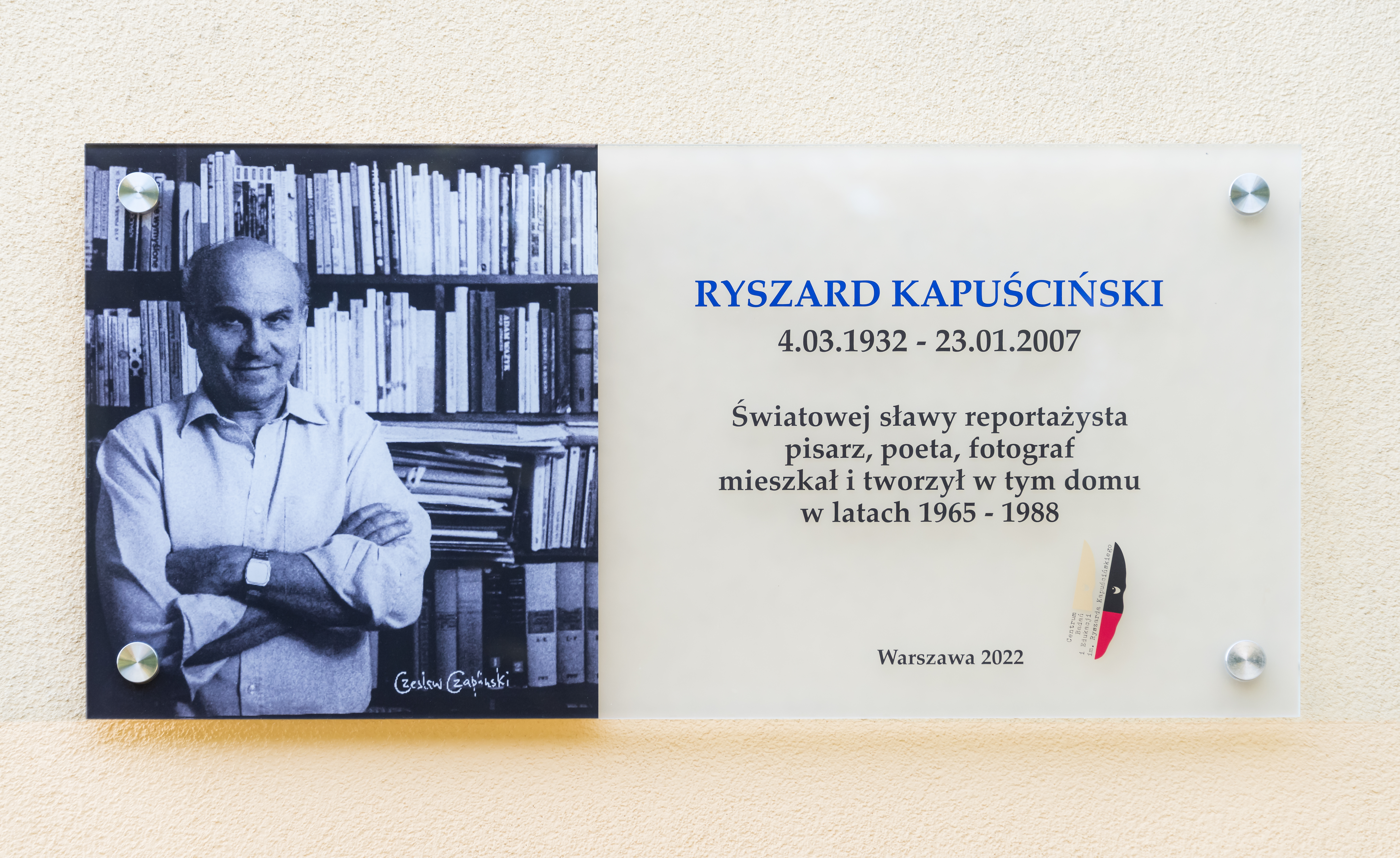
Tablica pamiątkowa na bloku mieszkalnym przy ul. Pustola 16 w Warszawie, w którym w latach 1965–1988 mieszkał pisarz

- Od 2010 przyznawana jest Nagroda im. Ryszarda Kapuścińskiego za najlepsze książki reporterskie.
- W 2010 ustanowiono Nagrodę PAP im. Ryszarda Kapuścińskiego, która przyznawana była w latach 2011–2015, a następnie została reaktywowana w 2024 roku[38].
- W 2010 na warszawskim Polu Mokotowskim otwarto ścieżkę edukacyjną szlakiem Ryszarda Kapuścińskiego. Przebiega ona m.in. koło domu przy ul. Leszowej, w którym mieszkał w latach 1946–1955. W marcu 2018 dom był niezamieszkały i znajdował się w stanie ruiny[39].
- Jest patronem ławeczki w parku Ratuszowym w Krakowie w dzielnicy XVIII Nowa Huta, o czym informuje tabliczka. Patroni ławeczek w przestrzeni publicznej są wybierani w ramach projektu Kody Miasta realizowanego przez Krakowskie Biuro Festiwalowe, operatora tytułu Kraków Miasto Literatury UNESCO, którym Kraków został uhonorowany w 2013 roku[40][41].
- W 2022 odsłonięto tablicę pamiątkową na bloku mieszkalnym przy ul. Pustola 16 w Warszawie, w którym mieszkał w latach 1965–1988[10].

## Publikacje o Kapuścińskim
- Andrzej Włodzimierz Pawluczuk, Kapuściński (Czytelnik, Warszawa 1980)
- Marek Miller, Kto tu wpuścił dziennikarzy (Niezależna Oficyna Wydawnicza, Warszawa 1985)
- Szkoła im. Stanisława Staszica w Warszawie 1906–1950. Warszawa: Państwowy Instytut Wydawniczy, 1988, s. 117, 528. ISBN 83-06-01691-2.
- Kazimierz Wolny-Zmorzyński, O twórczości Ryszarda Kapuścińskiego. Próba interpretacji (Libri Ressovienses, Rzeszów 1998)
- Kazimierz Wolny-Zmorzyński, Wobec świata i mediów. Ryszarda Kapuścińskiego dylematy dziennikarskie, literackie, społeczno-polityczne (Instytut Dziennikarstwa Uniwersytetu Jagiellońskiego, Kraków 1999)
- Zbigniew Bauer, Antymedialny reportaż Ryszarda Kapuścińskiego (PAP, Warszawa 2001)
- Beata Nowacka, Magiczne dziennikarstwo: Ryszard Kapuściński w oczach krytyków (Wydawnictwo Uniwersytetu Śląskiego, Katowice 2004)
- Kazimierz Wolny-Zmorzyński, Ryszard Kapuściński w labiryncie współczesności (Wydawnictwo Uniwersytetu Jagiellońskiego, Kraków 2004)
- Witold Bereś, Krzysztof Burnetko, Kapuściński: Nie ogarniam świata (Świat Książki – Bertelsmann Media, Warszawa 2007)
- Podróże z Ryszardem Kapuścińskim: Opowieści trzynastu tłumaczy, pod red. Bożeny Dudko (Społeczny Instytut Wydawniczy „Znak”, Kraków 2007)
- Ewa Chylak-Wińska, Afryka Kapuścińskiego (Wydawnictwo Sorus, Poznań 2007)
- „Życie jest z przenikania...”: Szkice o twórczości Ryszarda Kapuścińskiego, zebr., oprac. i wstępem opatrzył Bogusław Wróblewski, posł. Alicja Kapuścińska (Państwowy Instytut Wydawniczy, Warszawa 2008)
- Aleksandra Kunce, Antropologia punktów. Rozważania przy tekstach Ryszarda Kapuścińskiego (Wydawnictwo Uniwersytetu Śląskiego, Katowice 2008)
- Beata Nowacka, Zygmunt Ziątek, Ryszard Kapuściński: Biografia pisarza (Społeczny Instytut Wydawniczy „Znak”, Kraków 2008)
- Jarosław Mikołajewski, Sentymentalny portret Ryszarda Kapuścińskiego (Wydawnictwo Literackie, Kraków 2008)
- Podróże z Ryszardem Kapuścińskim (część 2): Opowieści czternastu tłumaczy, pod red. Bożeny Dudko (Społeczny Instytut Wydawniczy „Znak”, Kraków 2009)
- O książkach, ludziach i sztuce: Pisma rozproszone, pod red. Bożeny Dudko i Mariusza Zwolińskiego, ze wstępem Alicji Kapuścińskiej (Czytelnik, Warszawa 2009)
- Mariusz Dzięgielewski, Reportaże Ryszarda Kapuścińskiego (Wydawnictwo KUL, Lublin 2009)
- Ryszard Kapuściński – wizja świata i wartości: Refleksje interdyscyplinarne, red. nauk. Arkadiusz Dudziak i Agnieszka Żejmo (Vertum Wydawnictwo Naukowe i Specjalistyczne, Olsztyn 2009)
- Ryszard Kapuściński i Pole Mokotowskie (Miasto Stołeczne Warszawa, Warszawa 2010)
- Artur Domosławski, Kapuściński non-fiction (Wydawnictwo Świat Książki, Warszawa 2010)[42][43]
- Magdalena Horodecka, Zbieranie głosów: Sztuka opowiadania Ryszarda Kapuścińskiego (Wydawnictwo słowo/obraz terytoria, Gdańsk 2010)
- Mirosław Ikonowicz, Hombre Kapuściński (Rosner & Wspólnicy, Warszawa 2011)
- Beata Nowacka, Zygmunt Ziątek, Literatura „non-fiction”. Czytanie Kapuścińskiego po Domosławskim (Wydawnictwo Uniwersytetu Śląskiego, Katowice 2013)
- Maciej Sadowski, Ryszard Kapuściński. Fotobiografia/Ryszard Kapuściński. Photobiography (Veda, Warszawa 2013)
- Agnieszka Czapla, Alicja Karasińska, Dagmara Karp, Magda Pruszkiewicz i Ewelina Witkowska, Kapuściński w Izabelinie i inne opowieści (Skorpion, Warszawa 2013)
- Tomasz Jan Chlebowski, Horyzonty spotkań Ryszarda Kapuścińskiego (Difin, Warszawa 2014)
- Marek Kusiba, Ryszard Kapuściński z daleka i z bliska (Znak, Warszawa 2018)
- Schwartz, Matthias: The Technique of Documenting. On the Early Reportages of Ryszard Kapuściński and Hanna Krall, Documentary Aesthetics in the Long 1960s in Eastern Europe and Beyond, ed. by Clemens Günther and Matthias Schwartz. Amsterdam: Brill 2024, 164–185.